# Peter Busch (Politiker)
Peter Busch (* 12. Mai 1941 in Danzig) ist ein deutscher Politiker (CDU). Von 1992 bis 1994 war er Mitglied des brandenburgischen Landtags.

## Leben
Nach der Schule absolvierte Busch ab 1955 eine Lehre zum Forstarbeiter. Danach ließ er sich zum Landmaschinen- und Traktorenschlosser ausbilden. Von 1960 bis 1962 besuchte er zunächst die ABF Rostock, wo er die Mittlere Reife erlangte, und anschließend die Ingenieurs-Schule Friesack, die er als Ingenieur für Landtechnik abschloss. Ab 1965 war er technischer Leiter der LPG Kavelsdorf im Kreis Rostock, ab 1970 Leiter der LPG Friesack. Von Februar bis Oktober 1990 leitete er das Agro-Chemische Zentrum Nauen, ehe er 1990 Inhaber und Geschäftsführer der Busch Straßen-, Tief- und Asphaltbau GmbH wurde. Busch ist verheiratet und hat drei Kinder.

## Politik
1978 trat Busch in die Demokratische Bauernpartei Deutschlands ein, die 1990 in der CDU aufging. 1984 bis 1990 war er im Rat des Kreises Nauen beschäftigt, wo er im Sektor Technik-Energie-Transport tätig war. Im Januar 1992 zog er als Ersatz für den ausgeschiedenen Jürgen Lüth in den Brandenburgischen Landtag ein. Hier war er im Ausschuss für Stadtentwicklung, Wohnen und Verkehr aktiv.